# Alexandre Ganesco
Alexandre Ganesco, né à Uccle (Belgique) le 4 septembre 1910 et mort à Saujon (France) le 22 février 1979, est un peintre, dessinateur et sculpteur roumain qui passa la majeure partie de sa vie en France.

## Biographie
Fils de Constantin Ganesco et de Charlotte Adrienne Michel (06.11.1874-22.08.1945), Alexandre Ganesco est né à Uccle (Belgique) où son père, ancien magistrat roumain devenu peintre et sculpteur, suit le courant artistique de l'époque. La famille navigue donc d'abord entre Paris et Bruxelles, et, après quelques mois en Angleterre (en 1914), s'établit au 84 rue Jouffroy dans le XVIIe arrondissement de Paris.   
Dès sa naissance, Alex baigne dans le milieu artistique : son père fréquente Félix Ziem, Jules Chéret, Auguste Rodin et James Ensor.   
À 13 ans, il expose dans les salons où on le décrit déjà comme le peintre du mouvement : vigueur et fougue animent ses toiles dont les sujets de prédilection sont les trotteurs, les bolides et les cyclistes.  
Il se fait repérer, comme en mars 1924 par le Paris-Journal lors d'une exposition chez Manuel Frères: « Alexandre Ganesco promet, cet enfant de 13 ans aux cheveux longs, à la mine pâle et aux yeux réfléchis a été touché par la vitesse. Ses quatre croquis sportifs sont d'une bonne tenue ». En 1932, James Ensor fait ses éloges dans une lettre adressée à son père : « Les succès de votre fils m'enchantent ; aussi la bonne opinion de Despiau, Driveil, Chéret ajouteront à la renommée de votre descendant ».  
À partir de 1932, époque à laquelle le sport prend une place importante dans la société, il préside le salon " Le sport et les artistes". Y participeront, notamment: André Lhote, Albert Gleizes, Robert Delaunay.
À partir de 1936, il expose au salon d'automne, au salon des Tuileries, il dessine dans L'Auto. En 1937, la ville de Paris fait l'acquisition de sa toile Les six jours du Vel d'Hiv pour le Petit Palais (actuellement au musée Carnavalet). En 1938, il crée des motifs pour des vases à la Manufacture de Sèvres : Bobsleigh et Golf, qui seront ultérieurement remis à Micheline Ostermeyer lors de sa triple victoire aux Jeux Olympiques de 1946, Le jour et La nuit. C'est aussi à partir de 1938 qu'il exposera au salon des Indépendants (il y restera fidèle jusqu'en 1969).
À partir de 1937, il séjourne régulièrement dans le Bourbonnais. Un tournant s'opère : son motif s'enrichit de bouviers, labours, chasses à courre, et il glisse souvent sur la toile un couple d'amoureux. Il "s'entiche" de Néris-les-Bains, petite station thermale où la famille fait l'acquisition de la villa du Colombier, au 14 rue Massenet. Cette petite ville devient "sa muse", il la peint sous la neige, le soleil, avec ses figures locales qu'il n'hésite pas à caricaturer, s'attirant les foudres de certains, qui l'obligeront à rebaptiser ses toiles. En 1956, il s'établit définitivement à Néris, délaissant la capitale et la plupart de ses salons.
Dans l'Allier, il réalise plusieurs fresques pour les municipalités de Montluçon, Commentry, Néris-les-Bains, ainsi qu'au Lion d'Or à Estivareilles.
Il part vivre à Royan en 1972, réduit son activité artistique, il y meurt en 1979. 

## Style
Il est parfois considéré comme appartenant aux "Naïfs" ; sa peinture reste à part, elle est le témoignage mordant d'un animisme universel. Il a une attraction pour tout ce qui bouge. 
Comme le décrit Jean Rousselot, « Le style c'est l'homme, ce qui est vrai pour l'écriture, l'est aussi pour la peinture. Ganesco et la sienne, ne font qu'un, qui voit l'un, voit l'autre : explosion de mots, de rires, d'enthousiasme et de fraternité chez l'artiste ; explosion de couleurs, de matière, de rythmes, d'air, de vie sur sa toile. »

## Hommages
Alexandre Ganesco a une rue à son nom dans la ville de Néris-les-Bains.

## Distinctions
- Chevalier puis officier de l'ordre des Arts et des Lettres, 1967.
- Commandeur dans l'ordre des Arts et des Lettres, 1972.
- Médaille d'or de la Ville de Paris.
- Chevalier de la Légion d'honneur, 1948.

## Expositions et œuvres
- 1924:  exposition chez Manuel frères[5], Paris (France): sculpture course  au trot attelé, divers croquis sportifs.
- 1925:  La Palette Française,  112 boulevard Malesherbes, Paris (France) : aquarelle de trotteurs.
- 1926:  La Palette Française, 112 boulevard Malesherbes, Paris, (France) : course de chevaux.
- 1928:  Salon des Tuileries, Paris (France) : Steeple-chase
- 1929:  Salon des Tuileries et d'Automne, Paris (France): Cheval au pesage
- 1931:  Salon le Sport et les Artistes, Paris (France) : Chasse à courre, Sulky et cheval à l'écurie.
- 1932:  Salon d'Automne, Paris (France) : Derby d'Ebson.
- 1933:  Salon Hippique au Grand Palais, Paris (France): Pesage sous la neige, Champ de course sous la neige.
- 1934:  Jardins d'hier et d'aujourd'hui par Louis Vauxcelles et présidé par Madame Raymond Poincaré (France).
- 1935:  Salon le Sport et les Artistes, Paris (France): Champ de course sous la pluie.
- 1936: Salon le Sport et les Artistes, Paris (France): Les géants de la route, Le Tour de France.
- 1937:  Salon le Sport et les Artistes, Paris (France): Les six jours du Vel d'Hiv
- 1938: Salon des Indépendants, Paris (France): Scène de cirque, Escalade du passage à niveau par le peloton.
- 1939: Salon des Tuileries, Paris (France): Place de Clichy
- 1939: Salon des Indépendants, Paris (France): L'arc en ciel.
- 1940: Fusion du Salon des Tuileries et  Salon d'Automne: Neige en Bourbonnais, Le Printemps.
- 1946: Salon des Indépendants, Paris (France): Le jour de la Victoire à Néris.
- 1947: Salon des Indépendants, Paris (France): Les cruches en conversation.
- 1948: Salon des Indépendants, Paris (France): Le ramassage des pommes.
- 1948: Fresque mairie de Commentry (France): La Terre, Le Sport, L'Espérance.
- 1949: Salon des Indépendants, Paris (France): Le travail à Néris.
- 1950: Salon des Indépendants, Paris (France): Chantalouette.
- 1951: Salon des Indépendants, Paris (France): Néris sous la neige.
- 1952: Salon des Indépendants, Paris (France): Week-end à Nemours.
- 1953: Salon des Indépendants, Paris (France): La musique à Vichy.
- 1954: Salon des Indépendants, Paris (France): Le 14 Juillet, Neige sur le Mont-Dore
- 1955: Salon des Indépendants, Paris (France): Feyt, Paysage de Corrèze, Les skieurs en Corrèze.
- 1956: Salon des Indépendants, Paris (France): L'Hiver 1956, Néris sous la neige.
- 1957: Salon des Indépendants, Paris (France): Le merveilleux printemps.
- 1958: Salon des Indépendants, Paris(France): Commentry sous la neige, Neige dans l'Allier.
- 1959: Salon des Indépendants, Paris (France): L'alambic public à Néris.
- 1960: Salon des Indépendants, Paris (France): Rochefort-Montagne envahi par la neige, Néris sous une dentelle de neige.
- 1961: Salon des Indépendants, Paris (France): Le pesage à Vichy, Le petit village sous la neige (Allier).
- 1962: Salon des Indépendants, Paris (France): Le puits de mine à Commentry, Les clowns musiciens.
- 1962: Fresques mairie de Montluçon (France)
- 1963: Salon des Indépendants, Paris (France): Les trois alambics de Vallon.
- 1964: Salon des Indépendants, Paris (France): Les grosses têtes à Néris.
- 1964: Salon de la Résistance de Montluçon, Montluçon (France): diverses gouaches.
- 1965: Salon des Indépendants, Paris (France)/ Le départ pour l'école.
- 1966: Salon des Indépendants, Paris (France): L'hiver 1966, Les barques au ports de Saint-Georges de Didonne.
- 1968: Salon des Indépendants, Paris (France): La chasse à courre, La forêt de Tronçais.
- 1969:Salon des Indépendants, Paris (France): La course, Le pesage.